# Магаді
Магаді — солоне озеро в на півдні Кенії. (англ. Magadi) Назва походить від слова солоний в мові масаї.
Озеро розташоване в одній з найжаркіших та найпосушливіших частин Кенії, на Великому африканському розломі, серед розломів вулканічних порід, з яких витікають солоні джерела, що насичені содою.
На берегах озера розташовані видобувні підприємства, що добувають поташ та сіль.
Займає площу 104 км².

## Флора та фауна
Озеро є домівкою для багатьох птахів: фламінго, пеліканів, чапель, нільських гусей та орланів-крикунов.
В гарячій та сильно лужній воді озера мешкає єдиний вид риб — Alcolapia grahami.